# Matt Niskanen
Matthew Norman Niskanen (* 6. prosince 1986, Virginia, Minnesota) je bývalý americký hokejový obránce, který odehrál 949 utkání v severoamerické NHL a naposledy nastupoval za tým Philadelphia Flyers. V této soutěži hrál také za Dallas Stars, Pittsburgh Penguins a Washington Capitals.

## Hráčská kariéra
Niskanena si na Vstupním draftu NHL 2005 vybral z 28. pozice celkově tým Dallas Stars. Debutu v zámořské National Hockey League (NHL) se pak dočkal 3. října 2007 v sezóně 2007/08 v zápase základní části proti Coloradu Avalanche. Své první body v této soutěži si připsal o 2 dny později proti Bostonu Bruins, když zaznamenal dvě asistence. První branku vstřelil 29. října 2007 proti San Jose Sharks. Niskanen měl jako nováček v NHL vynikající start za Dallas, v polovině sezóny vedl hodnocení plus/minus ve svém týmu, které nakonec vyústilo v jeho pozvání na zápas mladých hvězd v průběhu NHL All-Star Game 2008.
Dne 21. února 2011 byl vyměněn spolu se spoluhráčem Jamesem Nealem do Pittsburgh Penguins výměnou za obránce Alexe Goligoskiho.
Dne 4. března 2014 zaznamenal Niskanen poprvé dvě branky, kterými přispěl k výhře Penguins 3:1 nad Nashville Predators v jejich hale Bridgestone Arena.
V posledním roce své smlouvy v Penguins dokončil sezónu 2013/14 v novém kariérním maximu, když v 81 utkáních zaznamenal 10 branek a 36 asistencí čítající celkem 46 bodů.
Dne 1. července 2014 podepsal Niskanen jako volný hráč sedmiletý kontrakt s Washingtonem Capitals, který mu zajistil celkem 40 250 000 amerických dolarů.
Rok poté, co pod vedením trenéra Barryho Trotze získal za vítězství v sezóně 2017/18 svůj první Stanley Cup, byl vyměněn za Radka Gudase do týmu Philadelphia Flyers. Za Flyers odehrál jednu sezónu a v říjnu 2020 oznámil konec hráčské kariéry.

## Statistiky

### Klubové statistiky

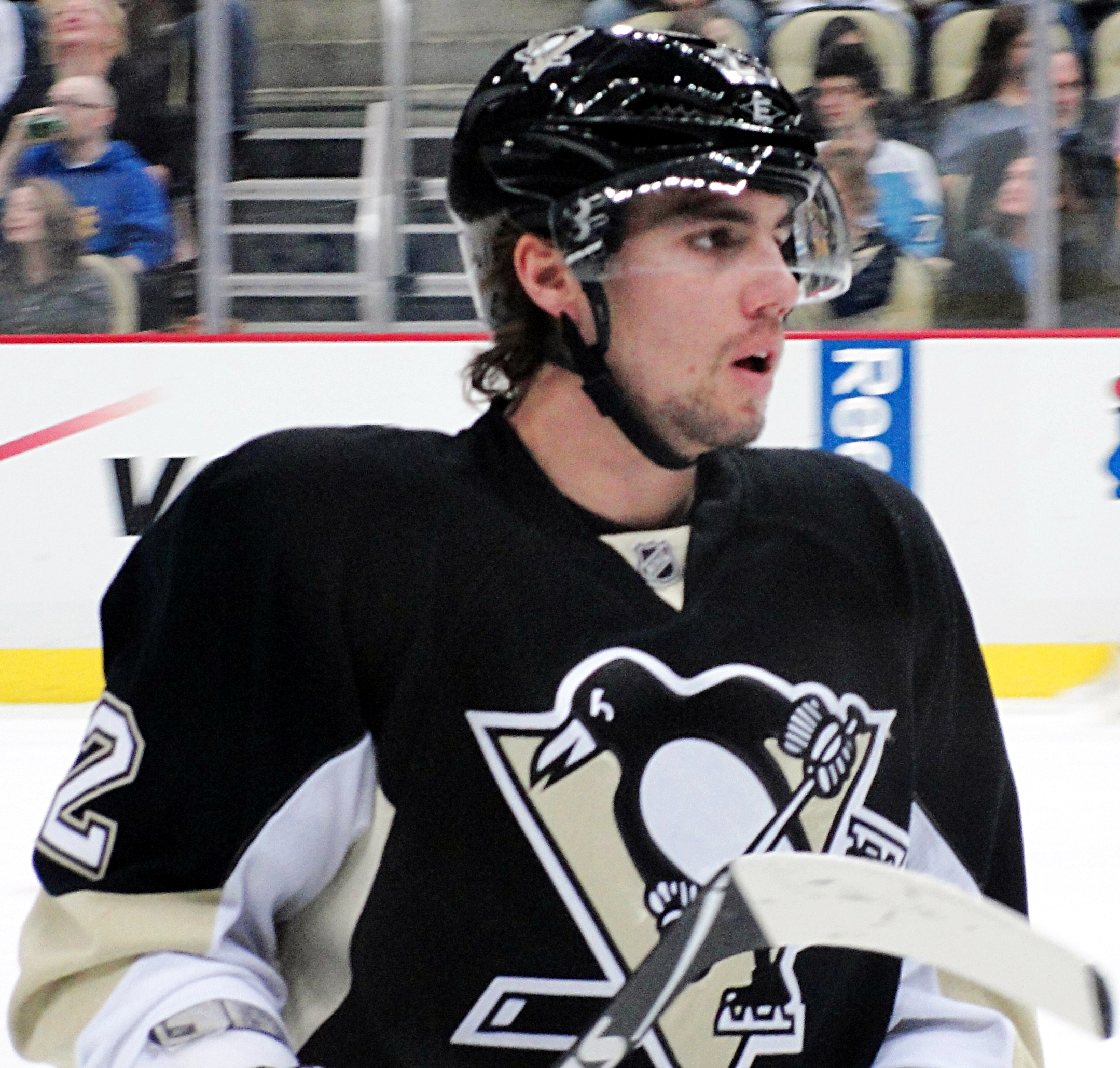
V dresu Penguins v zápase proti Bostonu Bruins dne 11. března 2012

| Sezona     | Klub                | Soutěž     | Základní část | Základní část | Základní část | Základní část | Základní část | Play off | Play off | Play off | Play off | Play off |
| Sezona     | Klub                | Soutěž     | Z             | G             | A             | B             | TM            | Z        | G        | A        | B        | TM       |
| ---------- | ------------------- | ---------- | ------------- | ------------- | ------------- | ------------- | ------------- | -------- | -------- | -------- | -------- | -------- |
| 2005/06    | Minnesota Duluth    | WCHA       | 38            | 1             | 13            | 14            | 40            | —        | —        | —        | —        | —        |
| 2006/07    | Minnesota Duluth    | WCHA       | 39            | 9             | 22            | 31            | 42            | —        | —        | —        | —        | —        |
| 2006/07    | Iowa Stars          | AHL        | 13            | 0             | 3             | 3             | 6             | 12       | 2        | 5        | 7        | 10       |
| 2007/08    | Dallas Stars        | NHL        | 78            | 7             | 19            | 26            | 36            | 16       | 0        | 3        | 3        | 10       |
| 2008/09    | Dallas Stars        | NHL        | 80            | 6             | 29            | 35            | 52            | —        | —        | —        | —        | —        |
| 2009/10    | Dallas Stars        | NHL        | 74            | 3             | 12            | 15            | 18            | —        | —        | —        | —        | —        |
| 2010/11    | Dallas Stars        | NHL        | 45            | 0             | 6             | 6             | 30            | —        | —        | —        | —        | —        |
| 2010/11    | Pittsburgh Penguins | NHL        | 18            | 1             | 3             | 4             | 20            | 7        | 0        | 1        | 1        | 0        |
| 2011/12    | Pittsburgh Penguins | NHL        | 75            | 4             | 17            | 21            | 47            | 4        | 1        | 2        | 3        | 6        |
| 2012/13    | Pittsburgh Penguins | NHL        | 40            | 4             | 10            | 14            | 12            | 15       | 0        | 2        | 2        | 11       |
| 2013/14    | Pittsburgh Penguins | NHL        | 81            | 10            | 36            | 46            | 51            | 13       | 2        | 7        | 9        | 8        |
| 2014/15    | Washington Capitals | NHL        | 82            | 4             | 27            | 31            | 47            | 14       | 0        | 4        | 4        | 0        |
| 2015/16    | Washington Capitals | NHL        | 82            | 5             | 27            | 32            | 38            | 12       | 0        | 3        | 3        | 6        |
| 2016/17    | Washington Capitals | NHL        | 78            | 5             | 34            | 39            | 32            | 13       | 1        | 3        | 4        | 19       |
| 2017/18    | Washington Capitals | NHL        | 68            | 7             | 22            | 29            | 36            | 24       | 1        | 8        | 9        | 8        |
| 2018/19    | Washington Capitals | NHL        | 80            | 8             | 17            | 25            | 41            | 7        | 0        | 2        | 2        | 0        |
| 2019/20    | Philadelphia Flyers | NHL        | 68            | 8             | 25            | 33            | 29            | 15       | 1        | 1        | 2        | 6        |
| NHL celkem | NHL celkem          | NHL celkem | 949           | 72            | 284           | 356           | 489           | 140      | 6        | 36       | 42       | 74       |

### Reprezentační statistiky
| 2006            | USA 20          | MSJ             | 4. místo        | 7  | 0 | 0 | 0 | 6 |
| 2009            | USA             | MS              | 4. místo        | 9  | 1 | 2 | 3 | 2 |
| 2016            | USA             | SP              | 7. místo        | 3  | 0 | 0 | 0 | 0 |
| Junioři celkově | Junioři celkově | Junioři celkově | Junioři celkově | 7  | 0 | 0 | 0 | 6 |
| Senioři celkově | Senioři celkově | Senioři celkově | Senioři celkově | 12 | 1 | 2 | 3 | 2 |